# Автостереограма

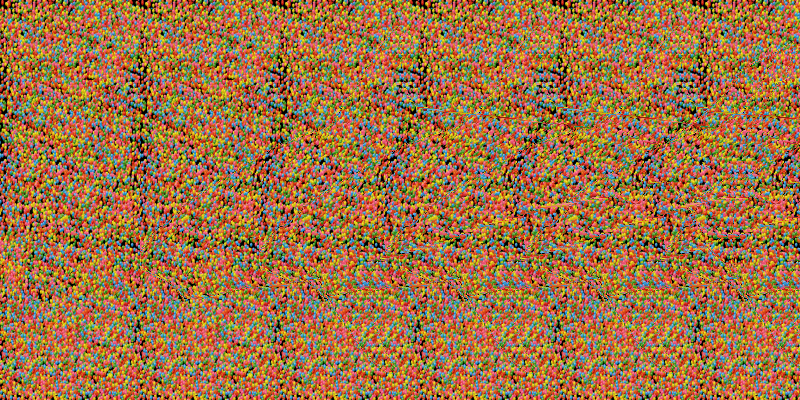
Приклад випадково-крапкової автостереограми

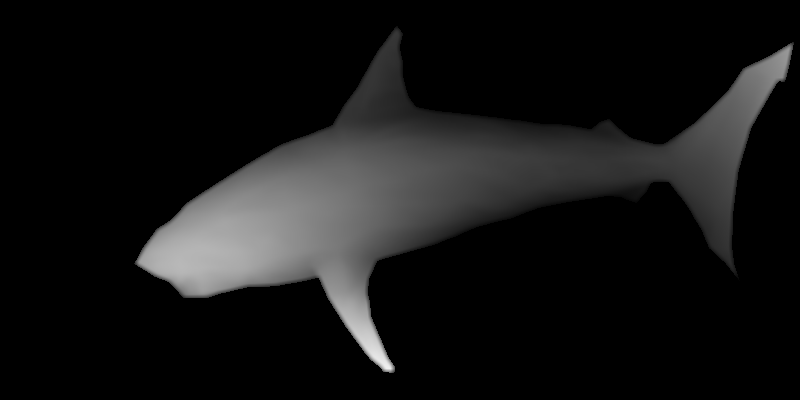
Зображення, створюване випадково-крапковою автостереограмою

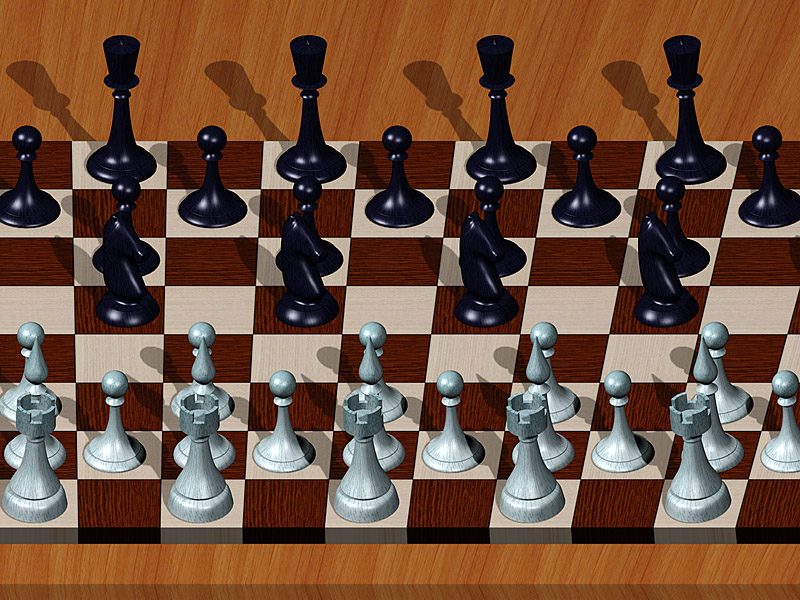
Шпалерна стереограма

Автостереограма — стереограма, обидві частини стереопари якої містяться в одному зображенні (англ. Single Image Stereogram, SIS) і закодовані в растровій структурі, наприклад за допомогою лентикулярного друку. Під час розглядання через декодувальний растр така паралакс-стереограма сприймається об'ємною завдяки автостереоскопії, і не вимагає сепарувальних пристосувань перед очима спостерігача (окулярів чи стереоскопа).
Автостереограмою також називають випадково-крапкову стереограму, розміщену на одному зображенні і закодовану в елементах псевдорегулярних текстур. Така автостереограма за звичайного розглядання має вигляд безладного скупчення різнокольорових візерунків, але здатна створювати оптичну ілюзію тривимірного зображення завдяки фізіологічним особливостям людського зору. Для сприйняття об'ємного зображення під час розглядання крапкових автостереограм необхідно подолати нормальну координацію між вергенцією очних яблук і акомодацією кришталика.

## Історична довідка
Принцип спостереження об'ємного зображення на випадкових періодичних текстурах описано ще в підручнику Роберта Сміта 1738 року. Вже тоді викликав інтерес учених феномен розглядання візерунків на шпалерах, що приводить до позірного збільшення або зменшення їх розміру при різних кутах конвергенції очей. Причина полягає в помилковому поєднанні сусідніх повторюваних малюнків на шпалерах, через що вони здаються розташованими ближче або далі від свого істинного розташування. Найціннішим у цій галузі виявилося відкриття Девіда Брюстера, який довів у XIX столітті, що наявність горизонтально зміщених дефектів у сусідніх рядах шпалер призводить до диспаратності і виникнення ілюзії об'єму деталей.
1939 року Борис Компанійський вперше опублікував стереограму з обличчям Венери, що складається з розташованих випадковим чином крапок, які за звичайного розгляданні мали вигляд хаотичного скупчення. Через 20 років лауреат стипендії Мак-Артура Бела Юлеш, який працював над методами розшифровування аерофотознімків замаскованої місцевості, винайшов випадково-крапкову стереограму. Створивши за допомогою комп'ютера стереограму, що складається з випадково розташованих плям, Юлеш довів, що сприйняття глибини відбувається тільки за рахунок диспаратності, оскільки в цьому випадку інші образотворчі ознаки об'єму відсутні.
1970 року один з послідовників Юлеша японець Масаюкі Іто вручну створив аналогічну стереограму об'єктів, не видимих за звичайного розглядання. 1974 року таку стереограму створив шведський художник Альфонс Шиллінг. Його зустрічі з Юлешом і досвід у голографії і лентикулярній фотографії дозволили розробити метод випадково-крапкової стереограми на основі вертикальних ліній, розташованих із паралаксом.
Студент Юлеша, що займався психофізикою в Інституті Сміт-Кеттлуелл, Крістофер Тайлер за допомоги програмістки Морін Кларк 1979 року об'єднав теорії свого викладача і Шиллінга, отримавши випадково-крапкову автостереограму (англ. Single Image Random Dot Stereogram, SIRDS), що не вимагає для свого розглядання ніяких сепарувальних пристосувань. 1991 року програмісти Том Баччі, Боб Салітскі і художник Чері Сміт опублікували перші автостереограми, що складаються з різнокольорових плям. Розроблене ними програмне забезпечення придбала компанія N. E. Thing Enterprises, яка почала випускати подібні зображення для розваг під брендом «магічне око» (англ. Magic Eye).
Крім автостереограм з випадкових плям, відомі й «шпалерні» автостереограми, що складаються з повторюваних елементів малюнка (патернів), розташованих певним чином вертикальними рядами. При цьому закодоване в них зображення не має нічого спільного з елементами, видимими простим поглядом. Можна побудувати автостереограму навіть на основі тексту, використовуючи букви замість випадкових точок (англ. Single Image Random Text Stereogram, SIRTS).

## Принцип дії
Стереоскопічний зір заснований на паралаксі зображень одних і тих самих предметів під час розглядання двома очима. Завдяки відстані між зіницями, очі бачать усі об'єкти з різних ракурсів, внаслідок чого в зоровій корі мозку виникає відчуття глибини сцени. Тривимірний зір — це результат складних психофізичних процесів у людському мозку, який зіставляє розташування точок, видимих очима під різними кутами. На основі явища диспаратності мозок визначає відстань до кожної з видимих точок, ґрунтуючись на її паралаксі.
Під час розглядання регулярних текстур, наприклад малюнка шпалер, виникає можливість помилкового суміщення сусідніх по горизонталі повторюваних фрагментів візерунка через неправильний кут конвергенції оптичних осей очних яблук. При цьому порушується рефлекторний взаємозв'язок між конвергенцією і акомодацією кришталика. У цьому випадку мозок інтерпретує відстань до розглянутого об'єкта на основі кута конвергенції, спотворюючи об'єм сприйманого простору. Якщо погляд спрямовано «за стіну», кут конвергенції зменшується, наближаючись до нуля, і очі дивляться майже паралельно, інтерпретуючи поверхню шпалер як таку, що лежить значно далі від реальної і збільшену. У протилежному випадку, при схрещуванні осей очних яблук, стіна здається розташованою впритул до обличчя і дуже зменшеною.
В автостереограмах це явище використовується для створення тривимірного зображення, не видимого на ній під час розглядання з нормальним узгодженням конвергенції і акомодації. Для цього окремі фрагменти повторюваного візерунка або однакових малюнків розташовуються з невеликими зміщеннями («дефектами») відносно загального періоду всієї текстури. Як наслідок, при розгляданні такої стереограми поглядом, спрямованим за її площину або перед нею «до носа», зміщені фрагменти виглядають розташованими далі або ближче від площини всього малюнка. Найчастіше автостереограми розраховані на погляд «за стіну», як найкомфортніший для більшості глядачів. При цьому точки, зміщені одна до одної відносно загального періоду, сприймаються розміщеними перед площиною малюнка, і навпаки.

## Примітка
1. ↑  Стереоскопия в кино-, фото-, видеотехнике, 2003, с. 9.
2. ↑  Фотокинотехника, 1981, с. 272.
3. ↑  Мир техники кино, 2017, с. 3.
4. ↑  Стереоскопия в кино-, фото-, видеотехнике, 2003, с. 44.
5. ↑  Краткая история стереограмм (рос.). Всё о восстановлении и коррекции зрения. Архів оригіналу за 27 серпня 2021. Процитовано 2 липня 2019.
6. ↑  Мир техники кино, 2017, с. 6.
7. ↑  Мир техники кино, 2017, с. 5.
8. ↑  Антон Базелинский (21 червня 2009). Стереокартинки (рос.). LiveJournal. Архів оригіналу за 27 серпня 2021. Процитовано 2 липня 2019.
9. ↑  Объемные рисунки своими руками (рос.). CHIP. 23 березня 2011. Архів оригіналу за 2 липня 2019. Процитовано 2 липня 2019.
10. ↑  Стереоскопия в кино-, фото-, видеотехнике, 2003, с. 100.
11. ↑  Мир техники кино, 2017, с. 4.